# Dombekoppa, Hosanagara
Dombekoppa là một làng thuộc tehsil Hosanagara, huyện Shimoga, bang Karnataka, Ấn Độ.